# Provincia de Gaza

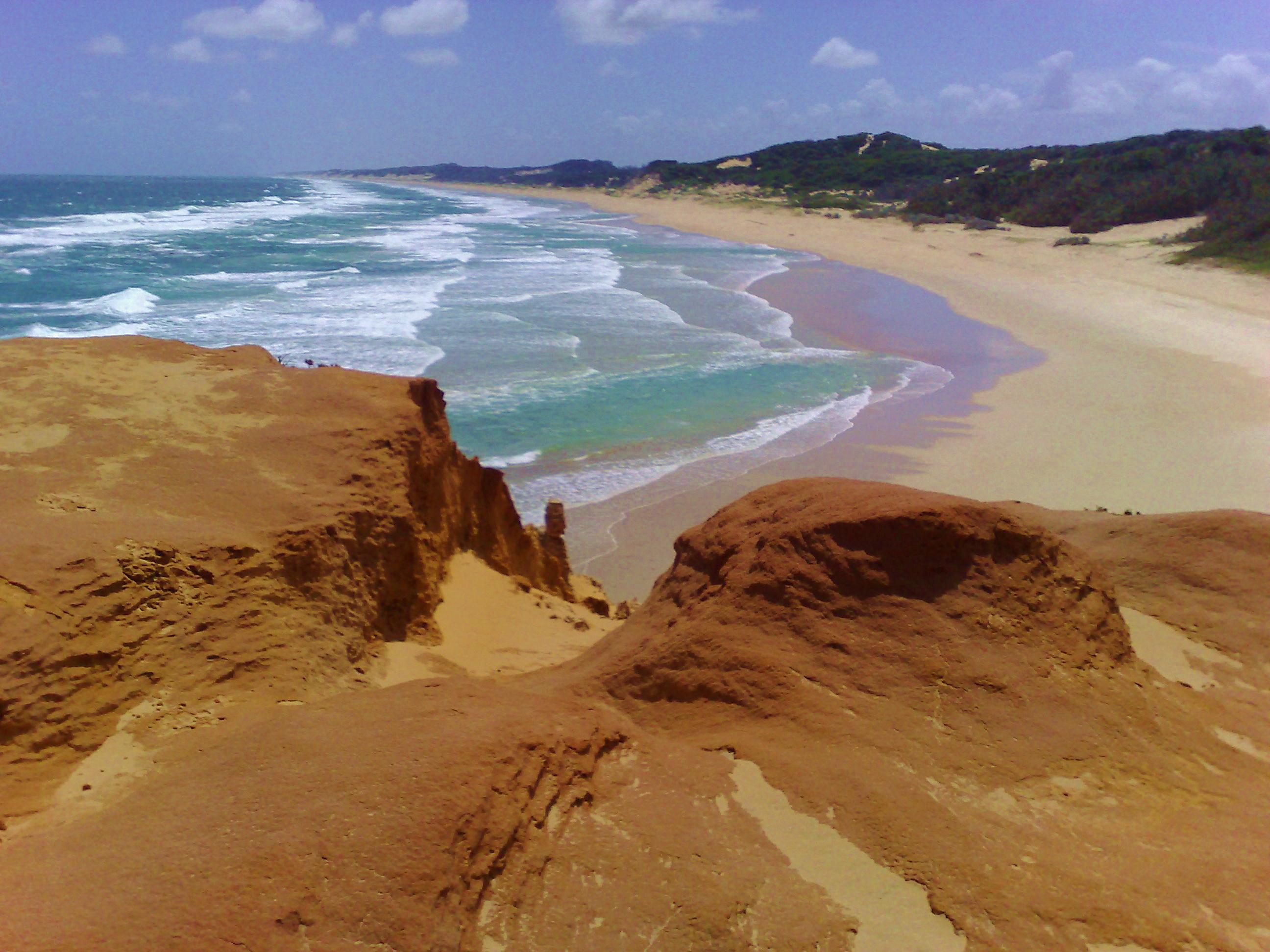
Playa de Bilene, Provincia de Gaza, Mozambique

Gaza es una provincia de Mozambique con una superficie de 75.334 km² y una población de 1 422 460 habitantes en 2017. Xai-Xai es su capital.
El estado se encuentra dentro de la ecorregión de salobral del Zambeze.

## División administrativa
La provincia de Gaza está dividida desde el punto de vista administrativo en once distritos y una ciudad:
- Bilene Macia, 151 911
  - Macia, sede.
  - Chissano
  - Mazivila
  - Messano
  - Playa de Bilene
  - Macuane
- Chibuto, 197 214:
  - Chibuto, sede.
  - Alto Changane
  - Chaimite
  - Changanine
  - Godide
  - Malehice
- Chicualacuala, 38 780:
  - Chicualacuala (Villa de Eduardo Mondlane), sede.
  - Mapai
  - Pafuri
- Chigubo, 20 685:
  - Chigubo, sede.
  - Ndindiza
- Chókwè, 187 422
  - Ciudad de Chókwè (Vila Trigo de Morais), sede.
  - Lionde
  - Macarretane
  - Chilembene
- Guijá, 75 303:
  - Canisado, sede.
  - Chivonguene
  - Mubanguene
  - Nalazi

- Mandlakazi, 166 488:
  - Mandlakazi, sede.
  - Chalala
  - Chibonzane
  - Chidenguele
  - Macuacua
  - Madzucane
  - Nguzene
- Mabalane, 32 040:
  - Mabalane, sede.
  - Combomune
  - Ntlavene
- Massangena, 15 637:
  - Massangena, sede.
  - Mavue
- Massingir, 28 470:
  - Massingir
  - Mavodze
  - Zulo
- Xai-Xai, 188 720:
  - Chicumbane
  - Chongoene
  - Zonguene
- ciudad de Xai-Xai.

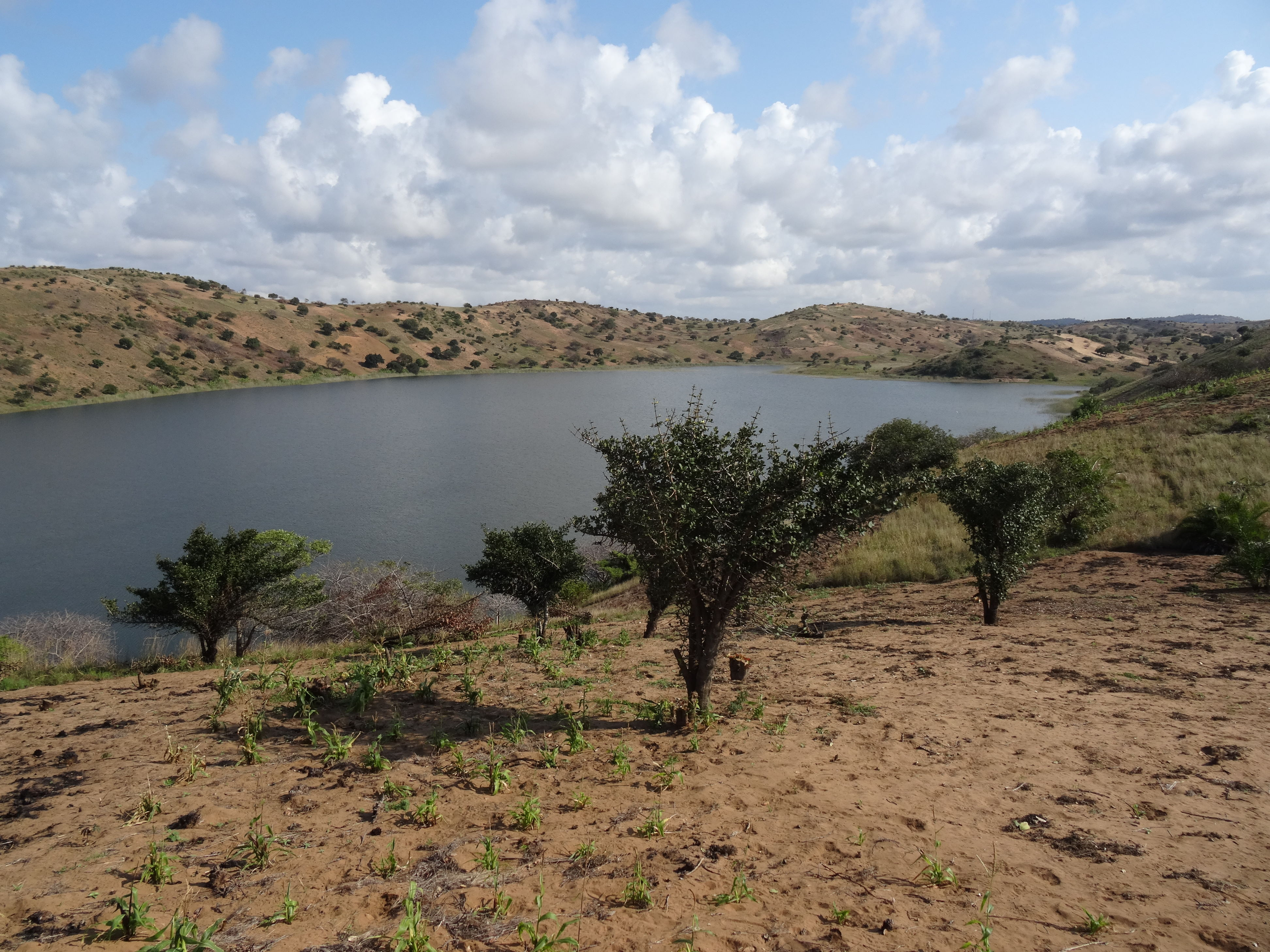
Laguna en la dunas de la provincia de Gaza

Cuenta a su vez con los municipios de Chibuto, Chókwè, Manjacaze y Xai-Xai.